# Santa Maria de Episcopio
Santa Maria de Episcopio, även benämnd Santa Maria de Episcopio in Monte Aventino, var en kyrkobyggnad i Rom, helgad åt Jungfru Maria. Kyrkan var belägen i Rione Ripa, i närheten av dagens Via Marmorata. Tillnamnet ”Episcopio” (jämför grekiskans ἐπίσκοπος) antas syfta på att biskopen av Ostia hade sitt residens här.

## Historia
Kyrkans första dokumenterade omnämnande förekommer i kyrkoförteckningen Il Catalogo Parigino från cirka 1230. Enligt Ferruccio Lombardi dekonsekrerades kyrkan Santa Maria de Episcopio sannolikt under 1400-talet senare hälft.
Santa Maria de Episcopio var en av många mindre kyrkobyggnader i nuvarande södra Rione Ripa och norra Rione Testaccio.

## Omnämningar i kyrkoförteckningar
| Katalog                   | År         | Benämning                               |
| ------------------------- | ---------- | --------------------------------------- |
| Il Catalogo Parigino      | cirka 1230 | s. Maria de episcopio in monte aventino |
| Il Catalogo di Torino     | cirka 1320 | Ecclesia sancte Marie de Episcopio      |
| Il Catalogo del Signorili | cirka 1425 | sce. Marie de Piscopio                  |